# Babel (film)
Babel (v češtině Babylón) je mexicko-americký film z roku 2006, který režíroval Alejandro González Iñárritu, který natočil také filmy Amores Perros a 21 gramů. Snímek obdržel ocenění Zlatý glóbus a byl nominován mezi nejlepší filmy pro udělování Oscara 2007. Získal celkem 7 nominací. Film byl poprvé promítnut na festivalu v Cannes v roce 2006.

## Příběh

### Začátek
Děj filmu začíná v jižním Maroku (Afrika), kde berberský venkovan jménem Hassan (Boubker Ait El Caid) prodává svému sousedovi Abdullahu (Said Tarchini) pušku značky Winchester, kterou chce pastevec používat ke střílení šakalů, kteří zabíjí jeho kozy. Abdullah má dva nedospělé syny Yussefa a Ahmeda, kterým pušku ponechá s tím, aby zabili při pastvě koz nejméně tři šakaly, a odjíždí na nákup do města. Chlapci zkouší zabít potulující se zvířata, ale přes veškerou snahu se jim to nedaří a starší z nich začíná pochybovat o větě prodávajícího Hassana, že lze s touto puškou trefit cíl na vzdálenost tří kilometrů. Mladší z bratrů, který střílí lépe, se rozhodne, že svého bratra přesvědčí o opaku, a zamíří na auto, projíždějící v údolí pod nimi horskou silnicí. Po minele zamíří na protijedoucí autobus, který k překvapení obou trefí.

### Děti
Děj se přesouvá do San Diega, kde se mexická chůva Amelia (Adriana Barraza) stará o dvě děti, Mikea a Debbie, chlapce a holčičku, jejichž rodiče Richard (Brad Pitt) a Susan (Cate Blanchettová) jsou na dovolené v Maroku. Jak už děj napovídá, střelba na autobus a dovolená obou rodičů mají spojitost. Kulka zasáhne Susan do ramene a po chvíli dohadů se autobus s americkými turisty obrací a jede zpět do bližší vesnice pro lékařskou pomoc. Jelikož však ve vesnici je jen zvěrolékař, který Susan jen ránu zašije, aby nevykrvácela, je zřejmé, že manželé stráví v Maroku delší dobu, než předpokládali, obzvláště, když jim při čekání na pomoc odjedou spolucestující s autobusem, aby stihli svá letadla. Richard tak musí neustále volat na ambasádu a také Amelii, aby se postarala o nic netušící děti. Ta však slíbila přijet svému synovi do Mexika na svatbu a protože pro děti nesehnala hlídání, rozhodla se je vzít s sebou přes hranice, kam je odváží její synovec Santiago (Gael García Bernal).

### Chieko
Mezitím příběh přeskočí do Japonska, kde hluchá dívka Chieko (Rinko Kikuchi), která po sebevraždě své matky žije jen se svým otcem Yasujiro (Kôji Yakusho), bývalým lovcem divoké zvěře, marně hledá svou první lásku, a to i fyzickou. Zde film popisuje nelehkost života mladé dívky s handicapem v moderním velkoměstě. Postupem času se Chieko nedaří uskutečnit svůj cíl ani s jedním vytipovaným partnerem a „svádějící útoky“ nenachází odezvu ani u stejně starých vrstevníků, ani u mnohem staršího zubaře, nebo později policisty, který navštíví jejich domov ohledně licence na pušku značky Winchester, kterou vlastnil její otec.

### Vyšetřování
Chlapci, kteří po střelbě zahnali stádo ovcí zpět domů, o svém činu nikomu neřekli a ponechali si jej pro sebe. Mezitím se v médiích spekuluje o teroristickém útoku a začíná vyšetřování. Marocká policie objevuje na hoře prázdné nábojnice, u nichž je i kozí trus. Začíná tedy objíždět místní pastevce. Po Hassanovi, který nejprve dřívější vlastnictví pušky tají, jede vyšetřovatel s patrolou k rodině Abdullaha. Cestou potká jeho syny Yussefa a Ahmeda, jdoucí na trh s vysušenými kožkami a ti jej záměrně posílají na opačnou stranu. Sami pak utíkají domů a otci vyříkají celý příběh. Ten po potrestání vezme pušku a oba hochy a jdou se skrýt do hor, nechavše doma ženu a její dceru.

### Svatba
Amelie dorazí do Mexika s oběma dětmi a vychutnává si hostinu, zatímco děti poznávají pro ně netypickou mexickou kulturu. Pozdě k ránu nasedá Amelie s dětmi do Santiagova automobilu, aby je odvezl zpět do San Diega. Santiago je mírně opilý a nejen proto žádá Améliin syn matku, aby zůstala přes noc. Ta ovšem trvá na odjezdu, neboť děti musí být druhý den na sportovním tréninku. Přiopilý Santiago je při běžné hraniční kontrole nervózní a tak se policista rozhodne udělat důkladnou kontrolu a nařizuje Santiagovi, aby ho doprovázel na odstavné parkoviště. Santiago zpanikaří a policistovi ujíždí. Ihned ho začnou pronásledovat dvě policejní auta. Po čase zamíří Santiago do pouště podél cesty a policejní auta „setřese“, vyloží Amélii i obě děti s tím, že se pro ně vrátí a ujíždí do tmy.

### Závěr
Amélii se podaří najít v poušti pohraniční hlídku, ta najde děti, které nechala chůva samotné, když odešla hledat silnici. Později je odsouzena k vyhoštění z USA za nelegální práci. Pro Susan nakonec do marocké vesnice přiletí helikoptéra, která ji přesune do města, kde prodělá operaci a uzdraví se. Abdullaha se syny dostihne v horách policie a při vzájemné přestřelce je zastřelen starší z chlapců. Chieko po neúspěšném svádění policisty, hledajícího původ pušky v Maroku, kterou dostal Hassan od jejího otce darem při dovolené, trpí nad svým vlastním osudem.

## Ocenění a nominace
| Ocenění                                           | Kategorie                                                                                    | Nominovaný                                           | Výsledek  |
| ------------------------------------------------- | -------------------------------------------------------------------------------------------- | ---------------------------------------------------- | --------- |
| Alliance of Women Film Journalists                | nejlepší obsazení                                                                            |                                                      | nominace  |
| Alliance of Women Film Journalists                | největší úspěch ve filmovém průmyslu                                                         | Cate Blanchett                                       | vítězství |
| Alliance of Women Film Journalists                | nejlepší zobrazení nahoty nebo sexuality                                                     |                                                      | nominace  |
| Alliance of Women Film Journalists                | nejlepší výkon herce/herečky, který podporuje ženskou protagonistku nebo ženskou perspektivu | Adriana Barraza                                      | nominace  |
| Alliance of Women Film Journalists                | objev roku – mladá herečka                                                                   | Rinko Kikuchi                                        | nominace  |
| Austin Film Critics Association Awards            | nejlepší ženský herecký výkon ve vedlejší roli                                               | Rinko Kikuchi                                        | vítězství |
| Central Ohio Film Critics Association Awards      | nejlepší film                                                                                |                                                      | 8. místo  |
| Central Ohio Film Critics Association Awards      | nejlepší ženský herecký výkon ve vedlejší roli                                               | Rinko Kikuchi                                        | nominace  |
| Central Ohio Film Critics Association Awards      | nejlepší skladatel                                                                           | Gustavo Santaolalla                                  | vítězství |
| César                                             | nejlepší cizojazyčný film                                                                    | Alejandro González Iñárritu                          | nominace  |
| Critics' Choice Movie Awards                      | nejlepší film                                                                                |                                                      | nominace  |
| Critics' Choice Movie Awards                      | nejlepší obsazení                                                                            |                                                      | nominace  |
| Critics' Choice Movie Awards                      | nejlepší scénář                                                                              | Guillermo Arriaga                                    | nominace  |
| Critics' Choice Movie Awards                      | nejlepší ženský herecký výkon ve vedlejší roli                                               | Adriana Barraza                                      | nominace  |
| Critics' Choice Movie Awards                      | nejlepší ženský herecký výkon ve vedlejší roli                                               | Rinko Kikuchi                                        | nominace  |
| Critics' Choice Movie Awards                      | nejlepší skladatel                                                                           | Gustavo Santaolalla                                  | nominace  |
| Critics' Choice Movie Awards                      | nejlepší soundtrack                                                                          |                                                      | nominace  |
| Filmová cena Britské akademie                     | nejlepší film                                                                                |                                                      | nominace  |
| Filmová cena Britské akademie                     | nejlepší režie                                                                               | Alejandro González Iñárritu                          | nominace  |
| Filmová cena Britské akademie                     | nejlepší původní scénář                                                                      | Guillermo Arriaga                                    | nominace  |
| Filmová cena Britské akademie                     | nejlepší kamera                                                                              | Rodrigo Prieto                                       | nominace  |
| Filmová cena Britské akademie                     | nejlepší střih                                                                               | Douglas Crise and Stephen Mirrione                   | nominace  |
| Filmová cena Britské akademie                     | nejlepší zvuk                                                                                |                                                      | nominace  |
| Filmová cena Britské akademie                     | nejlepší skladatel                                                                           | Gustavo Santaolalla                                  | vítězství |
| Filmový festival v Cannes                         | nejlepší režie                                                                               | Alejandro González Iñárritu                          | vítězství |
| Filmový festival v Cannes                         | cena François Chalais                                                                        |                                                      | vítězství |
| Filmový festival v Cannes                         | technické ocenění                                                                            | Stephen Mirrione (for editing)                       | vítězství |
| Filmový festival v Cannes                         | Zlatá palma za nejlepší film                                                                 |                                                      | nominace  |
| Chicago Film Critics Association Awards           | nejlepší film                                                                                |                                                      | nominace  |
| Chicago Film Critics Association Awards           | nejlepší režie                                                                               | Alejandro González Iñárritu                          | nominace  |
| Chicago Film Critics Association Awards           | nejlepší původní scénář                                                                      | Guillermo Arriaga                                    | nominace  |
| Chicago Film Critics Association Awards           | nejlepší mužský herecký výkon ve vedlejší roli                                               | Brad Pitt                                            | nominace  |
| Chicago Film Critics Association Awards           | nejlepší ženský herecký výkon ve vedlejší roli                                               | Adriana Barraza                                      | nominace  |
| Chicago Film Critics Association Awards           | nejlepší ženský herecký výkon ve vedlejší roli                                               | Rinko Kikuchi                                        | vítězství |
| Chicago Film Critics Association Awards           | nejslibnější herec/herečka                                                                   | Rinko Kikuchi                                        | nominace  |
| Chicago Film Critics Association Awards           | nejlepší kamera                                                                              | Rodrigo Prieto                                       | nominace  |
| Chicago Film Critics Association Awards           | nejlepší skladatel                                                                           | Gustavo Santaolalla                                  | nominace  |
| Dallas-Fort Worth Film Critics Association Awards | nejlepší film                                                                                |                                                      | nominace  |
| Dallas-Fort Worth Film Critics Association Awards | nejlepší režie                                                                               | Alejandro González Iñárritu                          | nominace  |
| Dallas-Fort Worth Film Critics Association Awards | nejlepší scénář                                                                              | Guillermo Arriaga                                    | nominace  |
| Dallas-Fort Worth Film Critics Association Awards | nejlepší ženský herecký výkon ve vedlejší roli                                               | Adriana Barraza                                      | nominace  |
| Dallas-Fort Worth Film Critics Association Awards | nejlepší ženský herecký výkon ve vedlejší roli                                               | Rinko Kikuchi                                        | nominace  |
| Dallas-Fort Worth Film Critics Association Awards | nejlepší kamera                                                                              | Rodrigo Prieto                                       | nominace  |
| Donatellův David                                  | nejlepší cizojazyčný film                                                                    | Alejandro González Iñárritu                          | vítězství |
| Directors Guild of America                        | nejlepší režie                                                                               | Alejandro González Iñárritu                          | nominace  |
| Gotham Awards                                     | nejlepší obsazení                                                                            |                                                      | vítězství |
| Gotham Awards                                     | objev roku                                                                                   | Rinko Kikuchi                                        | vítězství |
| Image Awards                                      | nejlepší režie (film/tv film)                                                                | Alejandro González Iñárritu                          | nominace  |
| Las Vegas Film Critics Society Awards             | nejlepší film                                                                                |                                                      | 3. místo  |
| Motion Picture Sound Editors Awards               | nejlepší střih zvuku (hudba) – film                                                          |                                                      | nominace  |
| Motion Picture Sound Editors Awards               | nejlepší střih zvuku (zvukové efekty) – cizojazyčný film                                     |                                                      | nominace  |
| National Board of Review                          | nejlepší ženský herecký výkon ve vedlejší roli                                               | Rinko Kikuchi                                        | vítězství |
| New York Film Critics Online Awards               | nejlepších deset filmů                                                                       |                                                      | vítězství |
| Online Film Critics                               | nejlepší film                                                                                |                                                      | nominace  |
| Online Film Critics                               | nejlepší režie                                                                               | Alejandro González Iñárritu                          | nominace  |
| Online Film Critics                               | nejlepší ženský herecký výkon ve vedlejší roli                                               | Adriana Barraza                                      | nominace  |
| Online Film Critics                               | nejlepší ženský herecký výkon ve vedlejší roli                                               | Rinko Kikuchi                                        | nominace  |
| Online Film Critics                               | objev roku                                                                                   | Rinko Kikuchi                                        | nominace  |
| Online Film Critics                               | nejlepší kamera                                                                              | Rodrigo Prieto                                       | nominace  |
| Online Film Critics                               | nejlepší střih                                                                               | Douglas Crise a Stephen Mirrione                     | nominace  |
| Online Film Critics                               | nejlepší skladatel                                                                           | Gustavo Santaolalla                                  | nominace  |
| Online Film Critics                               | nejlepší původní scénář                                                                      | Guillermo Arriaga                                    | nominace  |
| Oscar                                             | nejlepší film                                                                                |                                                      | nominace  |
| Oscar                                             | nejlepší režie                                                                               | Alejandro González Iñárritu                          | nominace  |
| Oscar                                             | nejlepší původní scénář                                                                      | Guillermo Arriaga                                    | nominace  |
| Oscar                                             | nejlepší ženský herecký výkon ve vedlejší roli                                               | Adriana Barraza                                      | nominace  |
| Oscar                                             | nejlepší ženský herecký výkon ve vedlejší roli                                               | Rinko Kikuchi                                        | nominace  |
| Oscar                                             | nejlepší skladatel                                                                           | Gustavo Santaolalla                                  | vítězství |
| Oscar                                             | nejlepší režie                                                                               | Douglas Crise and Stephen Mirrione                   | nominace  |
| Producers Guild of America                        | nejlepší producent (film)                                                                    | Alejandro González Iñárritu, Steve Golin a Jon Kilik | nominace  |
| San Diego Film Critics                            | nejlepší obsazení                                                                            |                                                      | vítězství |
| San Diego Film Critics                            | nejlepší skladatel                                                                           | Gustavo Santaolalla                                  | vítězství |
| San Francisco Film Critics                        | nejlepší ženský herecký výkon ve vedlejší roli                                               | Adriana Barraza                                      | vítězství |
| Satellite Awards                                  | nejlepší film (drama)                                                                        |                                                      | nominace  |
| Satellite Awards                                  | nejlepší režie                                                                               | Alejandro González Iñárritu                          | nominace  |
| Satellite Awards                                  | nejlepší původní scénář                                                                      | Guillermo Arriaga a Alejandro González Iñárritu      | nominace  |
| Satellite Awards                                  | nejlepší mužský herecký výkon ve vedlejší roli                                               | Brad Pitt                                            | nominace  |
| Satellite Awards                                  | nejlepší ženský herecký výkon ve vedlejší roli                                               | Rinko Kikuchi                                        | nominace  |
| Satellite Awards                                  | nejlepší střih                                                                               | Douglas Crise a Stephen Mirrione                     | nominace  |
| Satellite Awards                                  | nejlepší zvuk                                                                                |                                                      | nominace  |
| Satellite Awards                                  | nejlepší skladatel                                                                           | Gustavo Santaolalla                                  | vítězství |
| Screen Actors Guild                               | nejlepší obsazení                                                                            |                                                      | nominace  |
| Screen Actors Guild                               | nejlepší ženský herecký výkon ve vedlejší roli                                               | Adriana Barraza                                      | nominace  |
| Screen Actors Guild                               | nejlepší ženský herecký výkon ve vedlejší roli                                               | Rinko Kikuchi                                        | nominace  |
| St. Louis Film Critics Association Awards         | nejlepší ženský herecký výkon ve vedlejší roli                                               | Rinko Kikuchi                                        | nominace  |
| St. Louis Film Critics Association Awards         | nejlepší kamera                                                                              | Rodrigo Prieto                                       | nominace  |
| Toronto Film Critics Association Awards           | nejlepší ženský herecký výkon ve vedlejší roli                                               | Rinko Kikuchi                                        | nominace  |
| Toronto Film Critics Association Awards           | nejlepší scénář                                                                              | Guillermo Arriaga                                    | nominace  |
| Utah Film Critics Association Awards              | nejlepší ženský herecký výkon ve vedlejší roli                                               | Rinko Kikuchi                                        | nominace  |
| Vancouver Film Critics Circle Awards              | nejlepší mužský herecký výkon ve vedlejší roli                                               | Brad Pitt                                            | nominace  |
| Vancouver Film Critics Circle Awards              | nejlepší ženský herecký výkon ve vedlejší roli                                               | Rinko Kikuchi                                        | nominace  |
| Writers Guild of America Awards                   | nejlepší původní scénář                                                                      | Guillermo Arriaga                                    | nominace  |
| Young Artist Award                                | nejlepší herecký výkon ve filmu - mladý herec 10 let a méně                                  | Nathan Gamble                                        | nominace  |
| Young Artist Award                                | nejlepší herecký výkon - mladá herečka 10 let a méně                                         | Elle Fanning                                         | nominace  |
| Zlatý glóbus                                      | nejlepší film (drama)                                                                        |                                                      | vítězství |
| Zlatý glóbus                                      | nejlepší režie                                                                               | Alejandro González Iñárritu                          | nominace  |
| Zlatý glóbus                                      | nejlepší scénář                                                                              | Guillermo Arriaga                                    | nominace  |
| Zlatý glóbus                                      | nejlepší mužský herecký výkon ve vedlejší roli                                               | Brad Pitt                                            | nominace  |
| Zlatý glóbus                                      | nejlepší ženský herecký výkon ve vedlejší roli                                               | Adriana Barraza                                      | nominace  |
| Zlatý glóbus                                      | nejlepší ženský herecký výkon ve vedlejší roli                                               | Rinko Kikuchi                                        | nominace  |
| Zlatý glóbus                                      | nejlepší skladatel                                                                           | Gustavo Santaolalla                                  | nominace  |